# Mistrzostwa USA Strongman 2008
Mistrzostwa USA Strongman 2008 – doroczne, indywidualne zawody amerykańskich
siłaczy.
Data: 21 i 22 czerwca 2008 r.

Miejsce: Del Mar Fairgrounds, San Diego (stan Kalifornia)  Stany Zjednoczone

WYNIKI ZAWODÓW:
| Miejsce | Zawodnik         | Punkty |
| ------- | ---------------- | ------ |
| 1.      | Jason Kristal    | 100,5  |
| 2.      | Jason Bergmann   | 91,5   |
| 3.      | Van Hatfield     | 86     |
| 4.      | Nick Best        | 84,5   |
| 5.      | Marshall White   | 84,5   |
| 6.      | Tom McClure      | 84     |
| 7.      | Brad Dunn        | 76,5   |
| 8.      | Nick Brugal      | 69     |
| 9.      | Johnathon Conner | 58     |
| 10.     | Gerard Benderoth | 49     |
| 11.     | Dan Ford         | 41,5   |
| 12.     | Chad Coy         | 37     |
| 13.     | Brian Turner     | 35     |
| 14.     | Warrick Brant    | 26,5   |
| 15.     | Ryan Bakke       | 12,5   |